# A Lama
A Lama település Spanyolországban, Pontevedra tartományban. A Lama Forcarei, Beariz, Avión, Fornelos de Montes, Ponte Caldelas és Cotobade községekkel határos. Lakosainak száma 2515 fő (2024).

## Népesség
A település népessége az elmúlt években az alábbi módon változott:
| Lakosok száma | 2831 | 2905 | 2995 | 3001 | 2918 | 2763 | 2478 | 2445 | 2499 | 2515 |
|               | 2001 | 2004 | 2007 | 2009 | 2012 | 2014 | 2017 | 2019 | 2022 | 2024 |